# Inkwizycja w Niemczech
Inkwizycja w Niemczech – Inkwizycja została utworzona przez papieża Grzegorza IX w 1231, a pierwszy inkwizytor został mianowany na terenie Niemiec. W drugiej połowie XIV wieku zorganizowano w Niemczech jej stałe struktury, które, z wyjątkiem jednego trybunału, przetrwały jedynie do czasów reformacji w pierwszej połowie XVI wieku. W zwalczaniu heretyków w Niemczech inkwizycja odgrywała zawsze drugorzędną rolę w stosunku do sądów biskupich.
Pod względem geograficznym obszar jurysdykcji niemieckiej inkwizycji w XIV–XVI wieku obejmował kościelne metropolie: moguncką, kolońską, salzburską, bremeńską i magdeburską, a ponadto archidiecezję trewirską (bez sufraganii), diecezję bazylejską (należącą do metropolii Besançon), egzymowane diecezje bamberską, miśnieńską i pomorską oraz należące do zakonu krzyżackiego Inflanty. Burgundia i Lotaryngia, a do 1515 także południowe Niderlandy, mimo że należały do Świętego Cesarstwa, podlegały inkwizytorom francuskim mianowanym przez paryskiego prowincjała dominikanów.

## Heretycy w Niemczech w XI–XIII wieku
Pierwsza wzmianka o heretykach w późnośredniowiecznych Niemczech pochodzi z 1051, gdy cesarz Henryk III Salicki, wbrew protestom katolickich duchownych, kazał powiesić w Goslarze kilka osób uznanych za manichejczyków z uwagi na odmowę zabijania zwierząt i spożywania mięsa. O tej grupie nic jednak bliżej nie wiadomo. Około 1114/15 w diecezji Utrecht działał niejaki Tanchelm z Utrechtu, którego również oskarżano o herezję. Jest jednak bardziej prawdopodobne, że był on jedynie radykalnym i niezbyt taktownym reformatorem religijnym, który za bardzo naraził się zdemoralizowanemu duchowieństwu z Utrechtu. W każdym razie po jego zamordowaniu w 1115 jego ruch się załamał. Od 1143 w Nadrenii notowana jest obecność dualistycznej sekty katarów, która od początku spotkała się z wrogim przyjęciem. W 1143 hrabia Otto von Rheineck spalił trzech katarów w Bonn, a w tym samym i następnym roku doszło do samosądów na katarach schwytanych w Kolonii i Liège. Również wtedy katolickie duchowieństwo było przeciwne prześladowaniom heretyków. W 1163 ponownie doszło do samosądów na katarach w Kolonii, a niedługo potem wygnano ich z Moguncji. Najwyraźniej jednak sekta ta nie zapuściła w Niemczech trwałych korzeni. Dowody jej obecności w Niemczech w pierwszej połowie XIII wieku są niejednoznaczne, a później nie ma ich wcale.
Znacznie większą rolę w historii niemieckiej heterodoksji przed reformacją odegrał ruch waldensów, który od końca XII wieku zdobywał coraz szersze grono zwolenników, szczególnie w Nadrenii, Austrii i Bawarii, a później także w Brandenburgii i na Pomorzu. To właśnie w waldensów została wymierzona jedna z pierwszych zorganizowanych akcji represyjnych na dużą skalę. W 1212 biskup Strasburga Heinrich Veringen wykrył w swojej diecezji waldensów i w wyniku przeprowadzonego dochodzenia ustalił aż 500 podejrzanych, z czego 80 spalono na stosie.
W marcu 1232 cesarz Fryderyk II Hohenstauf oficjalnie zarządził, że wszystkie osoby na terenie Niemiec, winne herezji, powinny być karane śmiercią przez spalenie na stosie, o ile nie podporządkują się Kościołowi.

## Konrad z Marburga

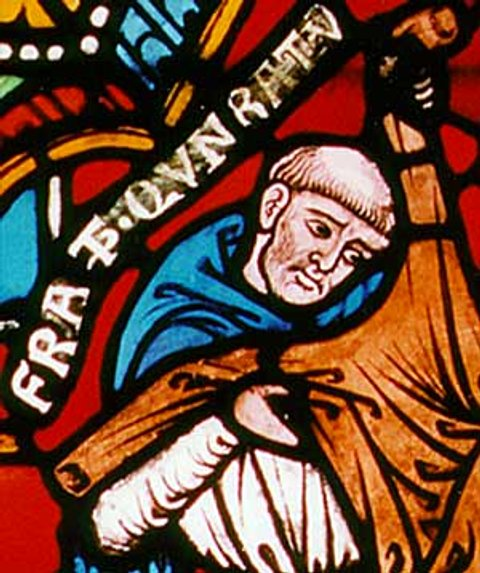
Konrad z Marburga – pierwszy papieski inkwizytor

Od 1227 kazania przeciwko heretykom na terenie Niemiec głosił Konrad z Marburga, spowiednik Elżbiety z Turyngii. W październiku 1231 papież Grzegorz IX rozszerzył jego mandat, powierzając mu funkcję sędziego delegowanego do zwalczania heretyków. W ten sposób Konrad został pierwszym w historii papieskim inkwizytorem, choć formalnie zarówno przed jak i po tej dacie tytułowany był jedynie jako Praedicator Verbi Dei (kaznodzieja Słowa Bożego), a nie Inquisitor haereticae pravitatis (inkwizytor heretyckiej przewrotności), jak brzmiał oficjalny tytuł papieskich inkwizytorów po 1233.
Konrad dobrał sobie do pomocy kilku fanatycznych współpracowników, m.in. Jana Jednookiego i Konrada Dorso. Ich działalność szybko wzbudziła postrach. Według współczesnych relacji nie dawali oni oskarżonym żadnych możliwości obrony. Ci, którzy przyznali się do herezji, otrzymywali rozgrzeszenie, a w ramach pokuty golono im głowę na znak hańby. Ci, którzy obstawali przy swej niewinności, byli skazywani na stos bez rzetelnej weryfikacji zarzutów. Sam Konrad i jego pomocnicy zdawali sobie sprawę z arbitralności swych metod i ryzyka pomyłki, jednak mieli twierdzić, że spaliliby i stu niewinnych, gdyby wśród nich znalazł się choć jeden winny. W tych warunkach działalność inkwizycyjna wzbudzała protesty także ze strony katolików, w tym duchownych. Upomnienia Konradowi udzielił w końcu sam arcybiskup Moguncji Zygfryd III z Eppstein, nawołując do umiarkowania. Konrad jednak zignorował te apele. Był pewny poparcia papieża Grzegorza IX, któremu w swych raportach donosił o istnieniu w Niemczech sekty czcicieli Lucyfera. W oparciu o te doniesienia papież w czerwcu 1233 wydał bullę Vox in Rama, powtarzając w niej fantastyczne zarzuty stawiane niemieckim heretykom przez Konrada. Pozycja Konrada i jego współpracowników pozostawała niezachwiana aż do momentu, gdy Konrad oskarżył o herezję hrabiego Sayn. Hrabia odwołał się do arcybiskupa Moguncji i Konrad został zmuszony podporządkować się jego autorytetowi. Na synodzie 25 lipca 1233 hrabia został oczyszczony z zarzutów, wbrew protestom inkwizytora. Pięć dni później Konrad został zamordowany, a wkrótce potem podobny los spotkał także Konrada Dorso i Jana Jednookiego. Synod we Frankfurcie w 1234 zrehabilitował około 50 osób skazanych przez Konrada z Marburga.
W 1231 i 1232 papież Grzegorz IX skierował jednobrzmiące bulle zatytułowane Ille humani generis do dominikanów z konwentów w Ratyzbonie (22 listopada 1231), Friesach (27 listopada 1231), Würzburgu (2 marca 1232) i Strasburgu (2 grudnia 1232), powierzając im zadania antyheretyckie. Najprawdopodobniej jednak, zakres tych zadań ograniczał się do działalności duszpasterskiej i wspomagania działalności sądów biskupich, a nie obejmował pełnomocnictw inkwizycyjnych w ścisłym tego słowa znaczeniu.

## Okres 1233–1348

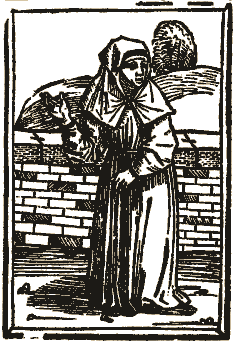
Beginka, rycina z końca XV wieku

Synod we Frankfurcie w 1234 faktycznie położył kres istnieniu papieskiej inkwizycji w Niemczech na ponad sto lat. Zwalczanie herezji w tym okresie spoczywało w rękach biskupów, jednak do końca XIII wieku brak jest śladów jakichś poważniejszych działań antyheretyckich. Wiadomo jedynie, że ok. 1266 w diecezji pasawskiej prowadzono śledztwo przeciwko waldensom, a uzyskane zeznania posłużyły jednemu z anonimowych śledczych do dokładnego opisania ich doktryny, jednak szczegółowy przebieg i rezultaty tego śledztwa pozostają nieznane.
Dopiero na początku XIV wieku niemieccy biskupi podjęli energiczniejszą akcję przeciwko heretykom. W latach 1311–1315 i ponownie ok. 1338 do licznych procesów i egzekucji waldensów doszło w Austrii. W 1336 tę samą sektę odkryto w Brandenburgii. Nieco wcześniej w Niemczech rozpoczęły się polowania na domniemanych wyznawców tzw. „herezji wolnego ducha”, potępionej dekretem Soboru w Vienne Ad nostrum. Najprawdopodobniej nigdy nie istniało żadne jednolite bractwo czy stowarzyszenie wyznające taką herezję, pojęciem tym określano po prostu pewną grupę nieortodoksyjnych poglądów, przypisywanych głównie członkom świeckich stowarzyszeń religijnych o nieuregulowanym statusie kanonicznym (beginki i begardzi) oraz różnym religijnym ekscentrykom. Pierwsze prześladowanie „sekty wolnego ducha” miało miejsce w Strasburgu w latach 1317–1319 pod kierownictwem miejscowego biskupa Jana Dirpheima. Do procesów doszło też w innych miejscach, m.in. w Kolonii (1326), Metz (1335), Magdeburgu (1336), Konstancji (1339), Salzburgu (1340) i Würzburgu (1342).
Wszystkie powyższe prześladowania były dziełem sądów biskupich. Przez ponad sto lat po roku 1233 nie jest znany ani jeden przypadek mianowania na terenie Niemiec papieskiego inkwizytora, pomimo że leżące dalej na wschód Polska i Czechy miały papieskich inkwizytorów już od 1318, a Węgry od 1327. Być może wytłumaczeniem tego może być fakt, że cesarz Ludwik IV Bawarski (zm. 1347) prowadził politykę wrogą papiestwu i przez pewien czas popierał nawet antypapieża Mikołaja V (1328–1330). Dopiero po wstąpieniu na tron królewski Karola Luksemburga w 1348 stosunki między papiestwem a cesarstwem się ociepliły. W tym też roku doszło do ustanowienia w Niemczech trybunału papieskiej inkwizycji.

## Okres 1348 – XVI wiek

### Inkwizycja papieska

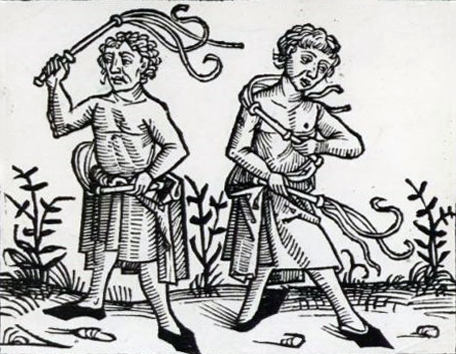
XV-wieczny drzeworyt przedstawiający biczowników

W 1348 Klemens VI mianował dominikanina Jana Schadlanda z konwentu strasburskiego inkwizytorem Niemiec, a w 1353 nominację tę zatwierdził kolejny papież Innocenty VI, wskazując, że powinien on przede wszystkim zwalczać błędy doktrynalne szerzące się wśród wspólnot begardów. Trudno powiedzieć, na ile poważnie papiestwo traktowało zagrożenie herezją, zważywszy, że Schadland został mianowany jedynym inkwizytorem na całe Niemcy. Nowy inkwizytor odznaczał się dużą determinacją w zbieraniu funduszy potrzebnych na zorganizowanie trybunału, ale śladów jego realnej antyheretyckiej aktywności jest bardzo niewiele. Nie uzyskał bowiem wsparcia finansowego ani organizacyjnego od niemieckiego episkopatu, ani od władz świeckich. Ostatecznie w 1359 papież Innocenty VI mianował go biskupem chełmińskim, nie wyznaczając następcy na stanowisku inkwizytora.
Właściwym twórcą papieskiej inkwizycji w Niemczech był Urban V, który w 1364 mianował czterech dominikańskich inkwizytorów: Waltera Kerlingera dla Saksonii, Heinricha Agro dla metropolii mogunckiej, Ludwiga de Caliga dla metropolii kolońskiej i Trewiru oraz Jana de Moneta dla metropolii salzburskiej. Podobnie jak Schadland, mieli oni za zadanie walkę z herezją „wolnego ducha”, głównie wśród begardów i beginek. Najbardziej energicznie swoją funkcję pełnił Walter Kerlinger, który w latach 1367–1369 w Erfurcie ukarał ponad 200 begardów i beginek, a drugie tyle zmusił do opuszczenia miasta, a ponadto przewodniczył procesom także w innych miejscowościach (m.in. w Nordhausen w 1369). W 1369 został także prowincjałem dominikańskiej prowincji Saksonii i zmarł jako inkwizytor i prowincjał w 1373. O pozostałych inkwizytorach z tego okresu zachowało się zaledwie kilka pojedynczych wzmianek. Działalność papieskiej inkwizycji przeciwko begardom zyskała zdecydowane poparcie cesarza Karola IV, który w 1369 wydał kilka edyktów wspomagających inkwizycję.

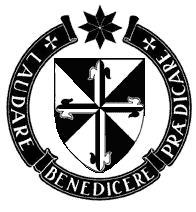
Herb zakonu dominikanów

W 1372 papież Grzegorz XI upoważnił każdorazowego prowincjała dominikańskiej prowincji zakonnej Teutonia (południowe i zachodnie Niemcy) do mianowania inkwizytorów (w liczbie nie większej niż pięciu) na całym terytorium Niemiec, w tym także na obszarach wchodzących w skład prowincji zakonnej Saksonia (północne i wschodnie Niemcy oraz Inflanty). Decyzja ta zamyka okres formowania się stałych struktur papieskiej inkwizycji w Niemczech.
Mimo poparcia cesarza działalność inkwizytorów przeciwko begardom i beginkom spotkała się z licznymi protestami ze strony duchownych oraz świeckich. Wielu z nich uważało, że zarzuty stawiane tym wspólnotom były niesprawiedliwe. Pod wpływem tych protestów Grzegorz XI w 1374 i 1377 wydał bulle zalecające inkwizytorom dużą ostrożność w procesach przeciwko członkom tych stowarzyszeń wskazując, że większość z nich to dobrzy i pobożni katolicy, a tylko niektórzy popadają w błędy doktrynalne. Wydanie tych bulli czasowo niemal zbiegło się ze śmiercią Waltera Kerlingera (zm. 1373) i spowodowało znaczne osłabienie aktywności inkwizycji papieskiej na kilkanaście lat.
Ponowne ożywienie działalności inkwizytorów papieskich nastąpiło za pontyfikatu Bonifacego IX (1389–1404). Znów doszło do procesów domniemanych zwolenników „herezji wolnego ducha” w Austrii, Kolonii i Meklemburgii. Szczególną aktywnością wykazał się inkwizytor Saksonii Eylard Schöneveld, który w 1402–1403 spalił w kilku nadbałtyckich miastach cztery osoby. Natomiast w prześladowaniach waldensów, jakie miały miejsce we wschodnich i południowych Niemczech za Bonifacego IX, papiescy inkwizytorzy nie brali prawie żadnego udziału. Wyjątkiem były procesy w Moguncji w 1389 i Strasburgu w 1400.
Bonifacy IX w 1399 dokonał reorganizacji urzędu inkwizycji papieskiej w Niemczech, upoważniając każdorazowego prowincjała dominikanów z Saksonii do mianowania aż sześciu inkwizytorów w swej prowincji, podczas gdy do tej pory prawo nominacji miał tylko prowincjał Teutonii i to w liczbie nie więcej niż pięciu w całych Niemczech. Mimo to jeszcze w 1409 prowincjał Teutonii mianował inkwizytora w prowincji Saksonia powołując się na bullę Grzegorza XI z 1372. Najwcześniejsze ślady wykonywania takiego uprawnienia także przez prowincjała Saksonii pochodzą dopiero z drugiej połowy XV wieku.
W 1414 inkwizytor Heinrich Schöneveld przewodniczył procesom przeciwko 84 członkom milenarystycznej sekty flagelantów (biczowników) w Sangerhausen w Turyngii. Trzy osoby skazał na śmierć, a pozostałym wymierzył środki pokutne, gdyż wyrzekły się herezji. Po wyjeździe inkwizytora miejscowe władze zignorowały jednak jego wyroki i wszystkich heretyków spaliły na stosie i zorganizowały polowanie na ich zwolenników w okolicy. Ogółem z wyroku sądów świeckich spalono w tym roku w Turyngii co najmniej 168 osób (być może nawet około 300).
Sobór w Konstancji w latach 1414–1418 wziął w obronę wspólnoty beginek i begardów, kładąc definitywny kres ich prześladowaniom. Procesy przeciwko domniemanym wyznawcom „herezji wolnego ducha” sporadycznie zdarzały się jeszcze aż do 1458, ale za każdym razem dotyczyły już tylko pojedynczych religijnych ekscentryków, a nie większych grup czy wspólnot.
Dużo ważniejszą decyzją podjętą przez Sobór w Konstancji było potępienie husytyzmu. W trakcie jego obrad dwóch przywódców tego ruchu, Jana Husa i Hieronima z Pragi, spalono na stosie. W ciągu XV wieku wielu misjonarzy z Czech próbowało propagować poglądy husyckie w Niemczech. Ponadto na wschodzie po okresie prześladowań z lat 1389–1404 odradzały się wspólnoty waldensów, które zresztą nawiązały przyjazne stosunki z czeskimi husytami. Paradoksalnie jednak, papiescy inkwizytorzy nie brali prawie żadnego udziału w zwalczaniu husytów i waldensów. Jedynymi większymi akcjami antyheretyckimi inkwizycji papieskiej po Soborze w Konstancji były procesy flagelantów w Nordhausen w 1434 i 1446 oraz w Turyngii w 1454. Ponadto w 1425 na kilka lat urząd inkwizytorski w metropolii mogunckiej z nieznanych bliżej przyczyn został odebrany dominikanom, a papież Marcin V mianował inkwizytorem profesora uniwersytetu w Heidelbergu Jana Lagenatora.

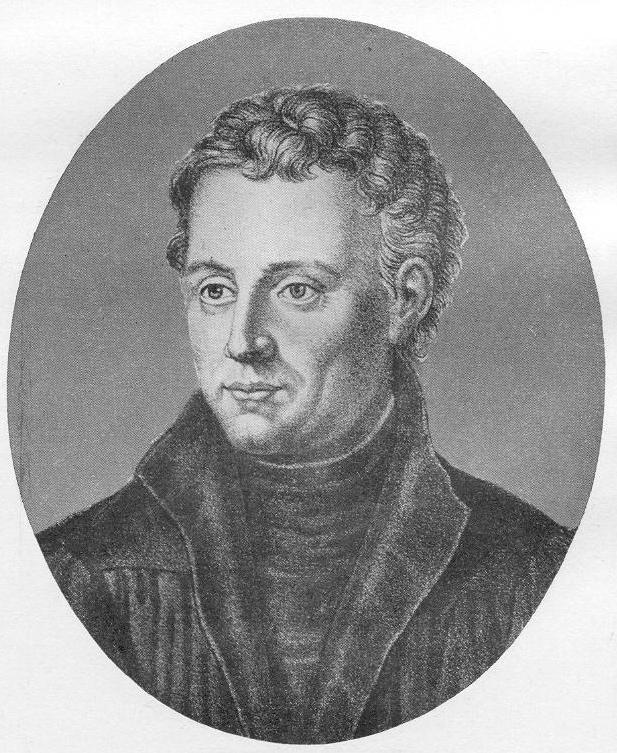
Jan Reuchlin

W drugiej połowie XV wieku działalność papieskiej inkwizycji w Niemczech niemal całkowicie zamarła. Wprawdzie władze zakonu dominikanów regularnie dokonywały nominacji, a liczba inkwizytorów nawet wzrosła w stosunku do okresu wcześniejszego, jednak w większości traktowali oni urząd inkwizytorski wyłącznie jako honorowe wyróżnienie i nie prowadzili żadnej działalności antyheretyckiej. Niemal wszyscy inkwizytorzy niemieccy tego okresu byli jednocześnie przeorami konwentów, wikariuszami zakonnych „nacji”, profesorami uniwersyteckimi, a nawet prowincjałami zakonnymi, nierzadko zresztą łącząc kilka takich funkcji. Niektórzy (np. Gerhard von Elten, Jakob Sprenger) byli zaangażowani w dzieło reformy wewnętrznej zakonu dominikańskiego. Dwa najsłynniejsze spośród nielicznych procesów o herezję prowadzonych przez inkwizytorów papieskich w ciągu ostatnich 50 lat przed wystąpieniem Marcina Lutra, tj. proces Jana Rucherata w 1479 (inkwizytor Gerhard von Elten) i proces Jana Reuchlina w 1513 (inkwizytor Jakob van Hoogstraten) były przypadkami wykorzystywania przez profesorów uniwersyteckich urzędu inkwizytorskiego do załatwiania porachunków z oponentami w środowisku akademicko-naukowym. Procesy te, w szczególności proces Reuchlina, wpłynęły jednak na znaczne obniżenie prestiżu papieskiej inkwizycji w Niemczech.
Wyjątkiem jeśli chodzi o inkwizytorski zapał był Heinrich Kramer, mianowany w 1479 inkwizytorem w okręgu Górnych Niemiec. Był on wielkim zwolennikiem teorii o realności i powszechności zbrodni czarów i próbował rozpętać polowania na czarownice najpierw w diecezji Konstancja (ok. 1481?–1484), a potem w tyrolskiej diecezji Brixen (1485). Inicjatywy te nie spotkały się jednak z oczekiwanym przez niego wsparciem ze strony władz lokalnych. Kramer, który wcześniej wyróżnił się w polemikach z koncyliarystami, broniąc autorytetu Stolicy Apostolskiej, zdołał uzyskać jednak wsparcie papieża Innocentego VIII (bulla Summis desiderantes affectibus z 5 grudnia 1484), a w 1486/87 napisał i opublikował książkę Malleus Maleficarum, będącą podręcznikiem dla łowców czarownic. Działalność Kramera była jednak wyjątkiem, a on sam wkrótce popadł w konflikt z władzami zakonnymi, które w 1490 potępiły go za różne występki.
W 1515 w północno-zachodniej części Cesarstwa utworzona została nowa prowincja zakonna dominikanów Germania Dolna (Germania Inferioris), która najpóźniej w 1525 stała się odrębną jednostką w strukturach terytorialnych papieskiej inkwizycji. W 1542 prowincjał Germanii Dolnej otrzymał od papieża prawo mianowania inkwizytorów w kilku niderlandzkich diecezjach.
Wystąpienie Marcina Lutra w 1517 nastąpiło w momencie, gdy inkwizycja papieska od przeszło pół wieku w zasadzie nie ścigała heretyków, a jej prestiż w krajach niemieckich w związku z procesem humanisty Jana Reuchlina był bliski zeru. Opublikowany w 1516 pamflet Epistolae obscurorum virorum wyśmiewał inkwizytorów jako ludzi zacofanych, przeciwstawiając ich „nowoczesnym” humanistom, do których zaliczał się Reuchlin. Także działalność odpustowa Jana Tetzla, który był inkwizytorem Polski, osłabiała prestiż i pozycję tej instytucji. Te okoliczności, a także brak wystarczającego zaplecza organizacyjnego powodowały, że inkwizycja niemiecka nie była w stanie zareagować na wystąpienie Lutra.

### Inkwizycja biskupia

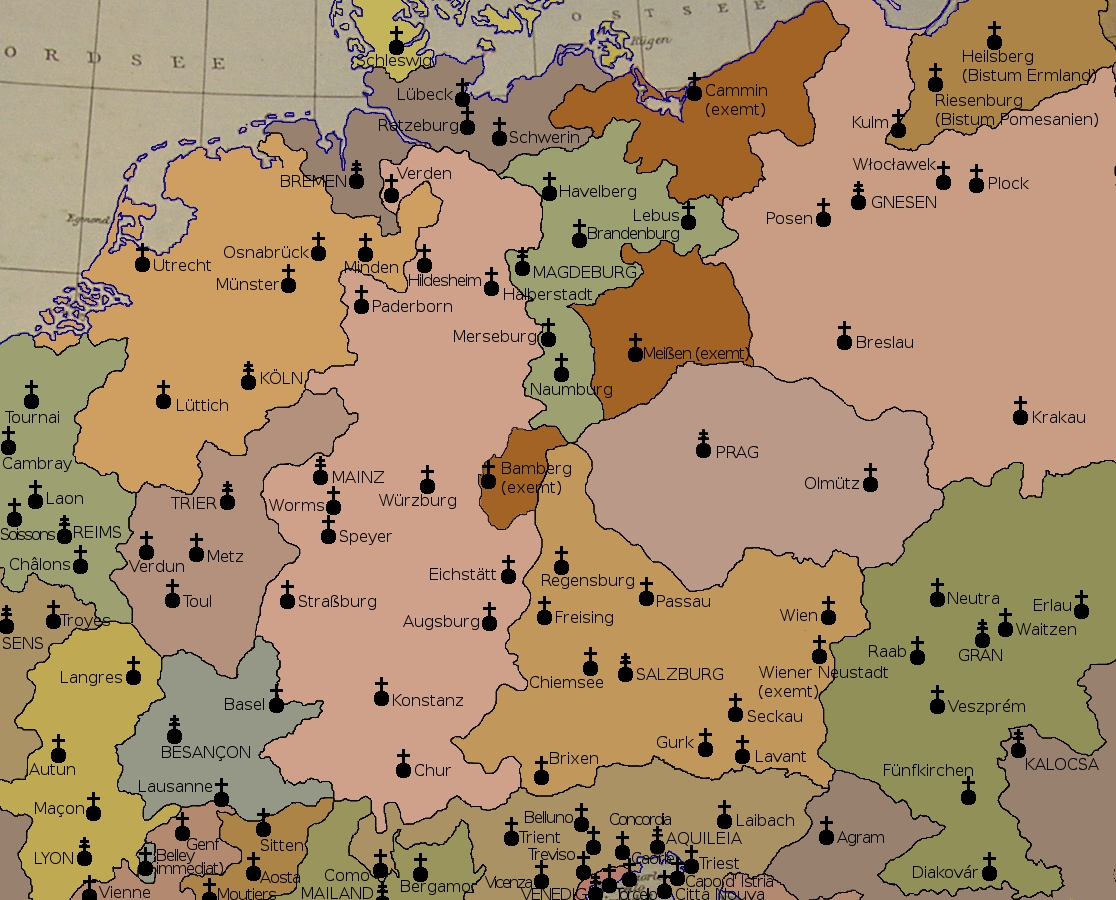
Diecezje i prowincje kościelne w Niemczech ok. 1500

Utworzenie urzędu papieskiej inkwizycji nie osłabiło działalności antyheretyckiej niemieckich biskupów i delegowanych przez nich inkwizytorów diecezjalnych. W 1350 inkwizytorzy arcybiskupa magdeburskiego skazali na śmierć begarda Konstantyna. W latach 60. XIV wieku inkwizytor biskupi Henryk z Ołomuńca przeprowadził wiele procesów przeciwko austriackim waldensom w diecezji pasawskiej, a w 1378/79 prześladowania waldensów miały miejsce także w Norymberdze (diecezja bamberska). W 1374 z inicjatywy biskupa Strasburga Lamberta toczyło się śledztwo przeciwko beginkom, które dotknęło także franciszkańskie i dominikańskie tercjarki.
W latach 80. XIV wieku we wschodnich i południowych Niemczech rozpoczęły się wielkie prześladowania waldensów, które swe apogeum osiągnęły w następnej dekadzie. Były one dziełem głównie dwóch wędrownych inkwizytorów: Piotra Zwickera z zakonu celestynów i księdza Marcina z Ambergu z diecezji praskiej. Marcin rozpoczął swą karierę w Ratyzbonie w 1381 jako inkwizytor delegowany przez arcybiskupa praskiego Jana, który pełnił funkcję legata papieskiego w tym rejonie. Następnie prowadził procesy przeciwko waldensom w Würzburgu, Erfurcie, Bambergu, Czechach oraz na pograniczu austriacko-węgierskim (do 1401). Piotr Zwicker początkowo współpracował z Marcinem w Erfurcie w 1391, następnie prowadził śledztwo na Pomorzu (1392–1394), w Austrii (1391–1403, z przerwami) i na Węgrzech (1400/01). Dochodzenia te objęły kilka tysięcy podejrzanych, których na ogół traktowano dość łagodnie, choć w Erfurcie w 1391 i w austriackim Steyr w 1397 wielu waldensów spalono na stosie. Inkwizytorzy ci, choć działali w wielu diecezjach, nigdy nie posiadali mandatu papieskiego do swych działań. Prawdopodobnie bodźcem do tej kampanii stały się dość liczne konwersje wśród przywódców waldensów w latach 80. XIV wieku. Uzyskując od nich informacje o wiernych w wielu regionach, Piotr Zwicker i Marcin z Ambergu przemieszczali się z diecezji do diecezji, za każdym razem starając się o pełnomocnictwa od miejscowego biskupa, ale faktycznie prześladowania te były ich oddolną inicjatywą. Pod ich wpływem dochodzenia w swoich diecezjach zarządził także arcybiskup Moguncji Konrad von Weinsberg (proces w Bingen w 1392) oraz biskup Eichstätt Friedrich von Öttingen (1395), a w diecezji augsburskiej z własnej inicjatywy (choć za przyzwoleniem miejscowego biskupa) działalność inkwizycyjną podjął Heinrich Angermeier (1393–1394).
Podobnie jak w przypadku waldensów, także przeciwdziałanie wpływom husytyzmu w Niemczech po Soborze w Konstancji wzięły na siebie niemal wyłącznie sądy biskupie. W latach 20. XV wieku w Ratyzbonie, Magdeburgu, Wormacji i Spirze schwytano i spalono kilku husyckich misjonarzy, generalnie jednak ruch ten nie zdobył w Niemczech szerszego poparcia. Przyjazne kontakty z czeskimi husytami nawiązały natomiast niemieckie wspólnoty waldensów, czego dowiodły m.in. postępowania prowadzone przez inkwizytorów biskupich w Würzburgu (1446), Brandenburgii (1458 i 1478/80), Strasburgu (1458), Eichstätt (1460), diecezji Naumburg (1462) i w Wiedniu (1468). W 1481 w diecezji Halberstadt doszło też do prawdopodobnie ostatniego w dziejach procesu flagelantów.

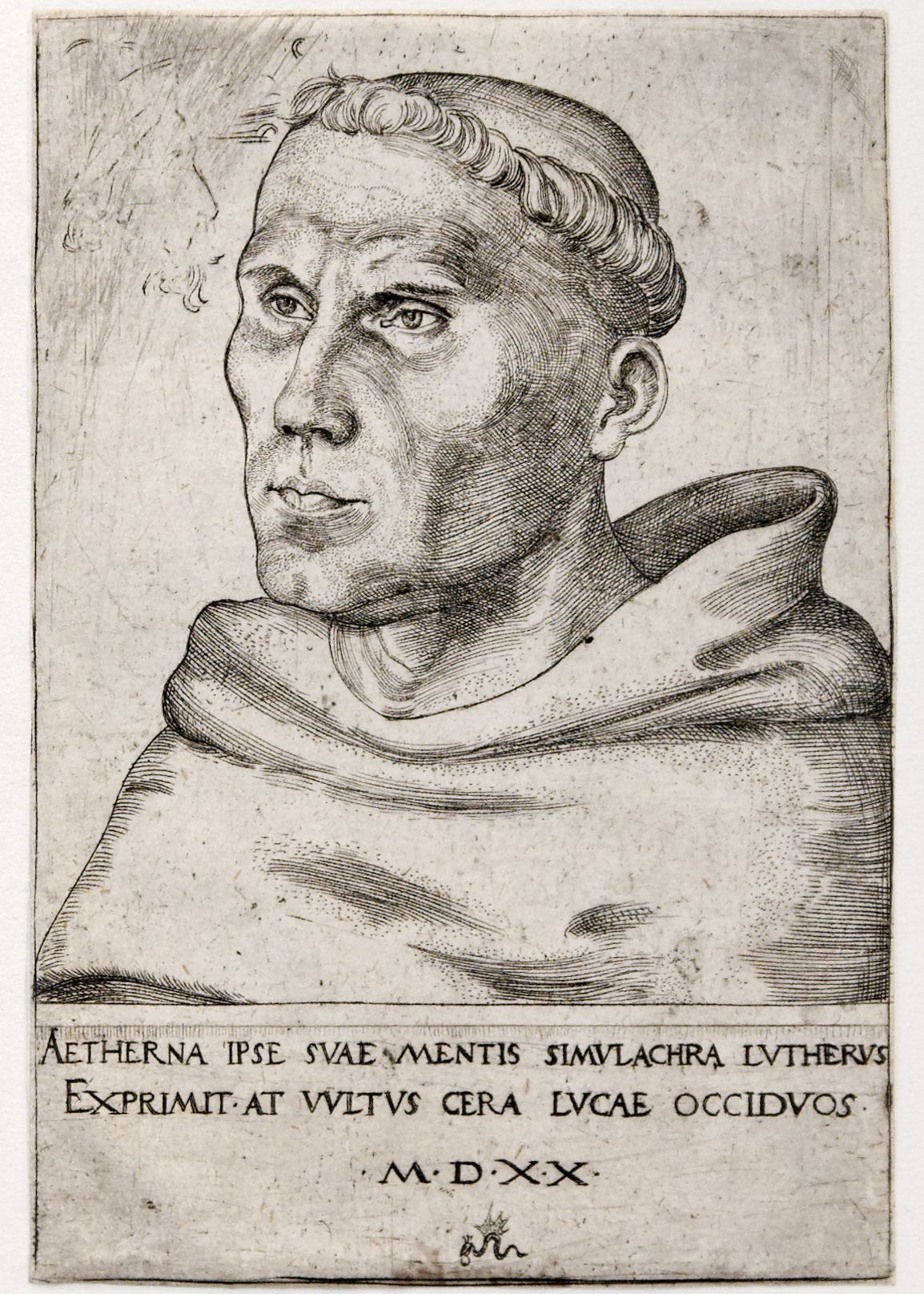
Zapoczątkowana przez M. Lutra reformacja położyła faktyczny kres działalności inkwizycji w Niemczech

## Reformacja
Zapoczątkowana wystąpieniem Marcina Lutra w 1517 reformacja wyznacza faktyczny kres działalności inkwizycji w krajach niemieckich. Wiele z nich (m.in. elektoraty Saksonii, Palatynatu i Brandenburgii, księstwa Meklemburgii i Pomorza, Hesja itd.) przyjęło protestantyzm, zsekularyzowało dobra kościelne i skasowało na swym terytorium zakony, w tym zakon dominikanów, na którym opierała się inkwizycja. Z kolei w krajach katolickich (Austria, Bawaria) represje wobec heretyków pod koniec lat 20. XVI wieku przejęły sądy świeckie, zastępując słabe i niewydolne sądownictwo kościelne. W miarę regularnie wyznaczani byli dominikańscy inkwizytorzy dla trzech metropolii nadreńskich (rezydujący w Kolonii), ale w drugiej połowie XVI wieku również tych nominacji zaniechano.
W Niderlandach (Germania Inferioris) władze zakonne mianowały tytularnych inkwizytorów do końca XVI wieku, a dwaj ostatni zmarli w 1608, jednak po utworzeniu przez cesarza Karola V w latach 1522-1525 państwowo-kościelnej Inkwizycji niderlandzkiej nie odgrywali oni żadnej roli w zwalczaniu herezji.
Faktyczna likwidacja inkwizycji w Niemczech w pierwszej połowie XVI wieku bynajmniej nie oznaczała nastania tolerancji religijnej. Przejęcie spraw o herezję przez sądy świeckie początkowo doprowadziło wręcz do znaczącego wzrostu intensywności i brutalności prześladowań heretyków w niektórych krajach niemieckich i to na skalę nieznaną w poprzednich stuleciach. Choć represje zawiodły całkowicie w stosunku do głównych nurtów reformacji, które zyskały wsparcie wielu książąt i miast, ofiarą prześladowań padło wielu przedstawicieli radykalnej sekty anabaptystów, których cesarz Karol V Habsburg nakazał karać śmiercią jako buntowników bez względu na ich ewentualną skruchę. W okresie od 1527 do 1618 sądy świeckie w Niemczech skazały na śmierć łącznie około 850 anabaptystów, z czego blisko 80% zostało spalonych w Austrii i Tyrolu w latach 1527–1533. Niewielka część tych egzekucji odbyła się w regionach, które przyjęły reformację. Represje te po pokoju augsburskim w 1555 stopniowo zanikały. Jednak nawet wówczas Niemcy nie stały się krajem bez stosów. Począwszy od około 1560 Niemcy na blisko dwieście lat stały się głównym obszarem polowań na czarownice, które pochłonęły tam co najmniej 20 tysięcy ofiar, o wiele więcej niż pochłonęły prześladowania heretyków w tym kraju przez inkwizycję, sądy biskupie oraz sądy świeckie łącznie w ciągu poprzednich pięciuset lat. Papieska inkwizycja nie miała jednak w tym już żadnego udziału, a w XVII wieku rzymskie Święte Oficjum wręcz interweniowało na rzecz złagodzenia tych procesów w katolickich krajach niemieckich oraz w Szwajcarii.

## Statystyki wyroków i egzekucji

### Wyroki inkwizycji papieskiej

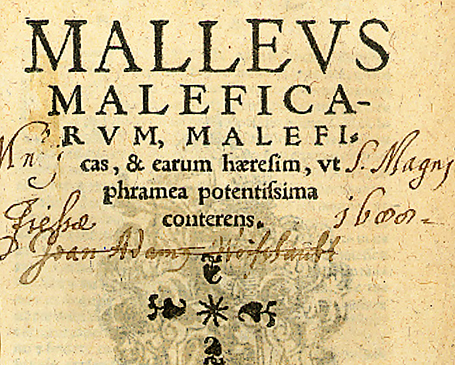
Strona tytułowa książki Malleus Maleficarum inkwizytora Heinricha Kramera (wydanie z 1520)

Liczba wyroków papieskiej inkwizycji w Niemczech, podobnie jak w innych regionach, jest trudna do ustalenia ze względu na niedostateczną liczbę źródeł. O działalności pierwszego inkwizytora Konrada z Marburga źródła informują niemal wyłącznie ogólnikowo o „wielkiej liczbie spalonych” oraz że wielu, chcąc uniknąć kary śmierci, przyznawało się fałszywie. Przyznającym się Konrad i jego współpracownicy darowali życie, ale golili im głowy na znak hańby. Jedyne konkretne dane liczbowe mówią o czterech heretykach spalonych w Erfurcie w maju 1232 oraz o 50 osobach rozgrzeszonych i zrehabilitowanych przez synod we Frankfurcie w 1234, a uprzednio skazanych przez Konrada. Jedna z kronik sugeruje, jakoby w sumie spalił on około tysiąca oskarżonych, ale liczby tej nie sposób zweryfikować i najprawdopodobniej jest ona przesadzona.
O inkwizytorze Janie Schadlandzie nie wiadomo, by kiedykolwiek uczestniczył w procesach przeciwko heretykom. Prawdopodobnym jest jednak, że powtórny proces begarda Bertolda von Rohrbach w 1356, w wyniku którego ten został spalony na stosie, był dziełem właśnie jego lub ewentualnie jego wikariusza.
Odnośnie do inkwizytorów mianowanych w 1364 więcej wiadomości źródła przekazały jedynie o działalności Waltera Kerlingera. W procesach przeciwko begardom w Erfurcie w latach 1367–1369 spalił trzy osoby, na ponad dwieście nałożył pokuty, a kolejne dwieście zbiegło z miasta. W 1369 w Nordhausen aresztował 40 begardów, z czego 7 skazał na śmierć. O Henryku Agro wiadomo jedynie, że w 1366 w Strasburgu spalił beginkę Meta von Westhove. Z kolei Ludwig Caliga ekskomunikował jednego heretyckiego księdza w Soest i być może działał przeciwko begardom i beginkom w Kolonii ale nic bliżej na ten temat nie wiadomo.
Inkwizytor Johannes Arnoldi w 1389 przewodniczył procesowi 18 waldensów w Moguncji, którzy wyrzekli się herezji i przyjęli nałożoną przez niego pokutę. Wcześniej uczestniczył także procesach przeciwko Hartmannowi der Birman w Strasburgu (1384) i Janowi Müsinger w Ulm (1385), którzy także wyrzekli się herezji. Jego następca Nikolaus Böckeler w 1391 wytoczył proces Janowi Malkawowi w Strasburgu, którego ostatecznie skazano na wygnanie; proces miał charakter polityczny, prawdziwym jego powodem było to, że Malkaw popierał papieża Bonifacego IX, a inkwizytor antypapieża Klemensa VII. W 1400 ten sam inkwizytor aresztował w Strasburgu 32 waldensów i jedną beginkę; jeden waldens został spalony, pozostali oskarżeni otrzymali kary pokutne lub zostali wygnani z miasta. Być może egzekucje begardów w Heidelbergu ok. 1393, o których wiadomo jedynie dzięki przypadkowej wzmiance w aktach innego procesu, były również dziełem Böckelera.
Inkwizytor Alexander z Kolonii w 1393 spalił jednego begarda, a trzy lata później w Wiedniu Jan Stauder skazał na śmierć trzech jego towarzyszy, w tym przywódcę sekty Mikołaja z Bazylei, jednak jeden zdołał zbiec. Z kolei w Rostocku w 1394 spalono za herezję niejaką Helike Pors; wyrok wydał najprawdopodobniej inkwizytor Dietrich Kolle. Inkwizytor Eylard Schöneveld w 1402–1403 spalił cztery osoby w różnych miastach nadbałtyckich. Jego krewny Heinrich Schöneveld w 1411 w Brandenburgu spalił waldensa Jakoba Schrödera, a w 1414 w Sangerhausen spalił 3 osoby na 84 sądzone o przynależność do sekty flagelantów, na pozostałych nakładając kary pokutne. Po jego wyjeździe jednak lokalne władze zorganizowały masakry podejrzanych zarówno w Sangerhausen jak i w okolicy, paląc na stosach zarówno skazanych na śmierć, jak i penitentów (ogółem co najmniej 168 osób).
Jakob von Soest w 1421 przewodniczył procesowi księdza Jana Palborne, który został oskarżony o herezję z powodu krytykowania przywilejów zakonów żebraczych. Sprawa otarła się aż o kurię papieską, ale ostatecznie Palborne został potraktowany łagodnie. Inkwizytor metropolii mogunckiej Jan z Frankfurtu skazał na śmierć husytę Jana Fuygera w Würzburgu w 1429. Inkwizytor Heinrich Kalteisen spalił jednego begarda w Moguncji w 1458, a wcześniej ok. 1435 potępił zaocznie jedną kobietę jako adeptkę czarnej magii.
W 1434 i ponownie w 1446 toczyły się procesy przeciwko flagelantom w Nordhausen. W pierwszym z nich inkwizytor Konrad von Westhausen nikogo nie skazał na śmierć, natomiast w drugim inkwizytor Friedrich Müller spalił 12 z 13 oskarżonych. Ten sam inkwizytor w 1453 spalił dwóch heretyków w Getyndze, po uprzednim odbyciu z nimi publicznej dysputy, a rok później uczestniczył w procesach flagelantów w Stolbergu i prawdopodobnie w Sangerhausen, gdzie spalono w sumie 52 osoby, aczkolwiek skąpo zachowane źródła wskazują, że prześladowania te były inspirowane głównie przez władze świeckie.
Inkwizytor Kolonii Gerhard von Elten w 1479 przewodniczył procesowi przeciwko Janowi Rucheratowi, którego skazano na więzienie. Inkwizytor z Dortmundu Johannes Krawinckel w 1477 oskarżył niejakiego Hoveta o herezję ale proces nie doszedł do skutku gdyż biskup Münsteru Heinrich von Schwarzenburg odmówił współdziałania z nim. Kilkanaście lat później wikariusz tego inkwizytora skazał na stos domniemaną czarownicę w Osnabrück.
Inkwizytor Heinrich Kramer, który zasłynął jako łowca czarownic i autor Malleus Maleficarum, wedle własnych słów w latach 1481–1486 miał spalić 48 czarownic głównie w diecezji Konstancja, a w 1491 twierdził, że osądził ponad 200 czarownic. Zachowana dokumentacja potwierdza proces w Ravensburgu w 1484, gdzie Kramer oskarżył o czary osiem osób, z czego dwie spalił, oraz postępowanie w Innsbrucku w 1485. Kramer aresztował tam 7 kobiet, jednak na skutek interwencji biskupa Brixen, nie zapadł żaden wyrok skazujący. Nieco wcześniej, w 1480 w Augsburgu Kramer oskarżył o herezję miejscowego kanonika oraz „beginkę”, ale nie zdołał udowodnić im winy.
Jakob van Hoogstraten, inkwizytor Kolonii, w 1512 skazał na stos awerroistę Hermanna von Rysswick, „recydywistę”, którego w 1502 rozgrzeszył inkwizytor Utrechtu Jan van Ommaten Jednak najsłynniejszym procesem z udziałem tego inkwizytora był proces znanego humanisty i hebraisty Jana Reuchlina, wytoczony w 1513. Na skutek apelacji do Rzymu Reuchlin został uniewinniony, co było dotkliwą porażką dla Hoogstratena, jednak inkwizytorowi udało się doprowadzić do wznowienia procesu. Ostatecznie cała sprawa zakończyła się potępieniem dzieł Reuchlina przez papieża Leona X w 1520, ale jedyną karą dla samego autora był nakaz milczenia i obowiązek zapłaty kosztów procesu, natomiast formalnie nie został uznany za heretyka. Ten sam inkwizytor w 1525 spalił  Utrechcie Willema Dirksza, zwolennika Marcina Lutra.
Inkwizytor Kolonii Konrad Köllin skazał na śmierć co najmniej pięć osób oskarżonych o sprzyjanie reformacji (dwie w 1529 i trzy w 1533).
Poniższa lista zawiera udokumentowane źródłowo egzekucje heretyków w Niemczech z wyroków papieskich inkwizytorów:
| Data    | Miejsce             | Inkwizytor                                     | Liczba straconych | Charakterystyka skazańców                                                                            |
| ------- | ------------------- | ---------------------------------------------- | ----------------- | --- |
| 1232    | Erfurt              | Konrad z Marburga                              | 4                 | |
| 1356    | Spira               | Prawdopodobnie Jan Schadland OP                | 1                 | Bertold von Rohrbach spalony jako wyznawca „herezji wolnego ducha”                                   |
| 1366    | Strasburg           | Henryk Agro OP                                 | 1                 | Beginka Meta von Westhove spalona jako wyznawczyni „herezji wolnego ducha”                           |
| 1368    | Erfurt              | Walter Kerlinger OP                            | 1                 | Begard Jan Hartmann spalony jako wyznawca „herezji wolnego ducha”                                    |
| 1369    | Nordhausen          | Walter Kerlinger OP                            | 7                 | Begardzi spaleni jako wyznawcy „herezji wolnego ducha”                                               |
| 1369    | Erfurt              | Walter Kerlinger OP                            | 2                 | Begardzi spaleni jako wyznawcy „herezji wolnego ducha”                                               |
| 1393    | Kolonia             | Aleksander OP                                  | 1                 | Begard Marcin z Moguncji spalony jako wyznawca „herezji wolnego ducha”                               |
| 1394    | Rostock             | Prawdopodobnie Dietrich Kolle OP               | 1                 | Helike Pors spalona jako heretyczka; szczegółowe zarzuty wobec niej nie są znane                     |
| 1396    | Wiedeń              | Jan Stauder OP                                 | 2                 | Begard Mikołaj z Bazylei i jego uczeń Jan spaleni jako wyznawcy „herezji wolnego ducha”              |
| 1400    | Strasburg           | Nikolaus Böckeler OP                           | 1                 | Waldens Jan Roher                                                                                    |
| 1402    | Lubeka              | Eylard Schöneveld OP                           | 1                 | Begard Wilhelm spalony jako wyznawca „herezji wolnego ducha”                                         |
| 1403    | Wismar              | Eylard Schöneveld OP                           | 1                 | Begard Bernard spalony jako wyznawca „herezji wolnego ducha”                                         |
| 1403    | Stralsund           | Eylard Schöneveld OP                           | 1                 | Ksiądz Mikołaj Ville spalony za nieznane bliżej heretyckie poglądy                                   |
| 1403    | Rostock             | Eylard Schöneveld OP                           | 1                 | Kobieta spalona jako heretyczka (dalsze szczegóły nieznane)                                          |
| 1411    | Brandenburg         | Heinrich Schöneveld OP                         | 1                 | Waldens Jakob Schröder                                                                               |
| 1414    | Sangerhausen        | Heinrich Schöneveld OP                         | 3                 | Flagellanci                                                                                          |
| 1429    | Würzburg            | Jan z Frankfurtu                               | 1                 | Husyta Jan Fuyger                                                                                    |
| 1446    | Nordhausen          | Friedrich Müller OP                            | 12                | Flagellanci                                                                                          |
| 1453    | Getynga             | Friedrich Müller OP                            | 2                 | Flagellanci spaleni po publicznej dyspucie z inkwizytorem                                            |
| 1454    | Stolberg            | Friedrich Müller OP                            | 30                | Flagellanci                                                                                          |
| 1454    | Sangerhausen        | Friedrich Müller OP                            | 22                | Flagellanci                                                                                          |
| 1458    | Moguncja            | Heinrich Kalteisen OP, abp Nidaros             | 1                 | Begard Hans Becker spalony jako wyznawca „herezji wolnego ducha”                                     |
| 1481–86 | Diecezja konstancka | Heinrich Kramer OP                             | 48                | Osoby oskarżone o czary, wśród nich Anna von Mindelhym i Agnes Baderin, spalone w Ravensburgu w 1484 |
| 1490    | Osnabrück           | Wikariusz inkwizytora Johannesa Krawinckela OP | 1                 | Kobieta spalona jako czarownica                                                                      |
| 1512    | Haga                | Jakob van Hoogstraten OP                       | 1                 | „Awerroista” Hermann von Rysswick                                                                    |
| 1525    | Utrecht             | Jakob van Hoogstraten OP                       | 1                 | Willem Dirksz spalony jako zwolennik reformacji                                                      |
| 1529    | Kolonia             | Konrad Köllin OP                               | 2                 | Adolf Clarenbach i Peter von Flysteden spaleni jako zwolennicy reformacji                            |
| 1533    | Kolonia             | Konrad Köllin OP                               | 3                 | Dwóch mężczyzn i kobieta straceni jako zwolennicy reformacji                                         |

### Wyroki inkwizycji biskupiej

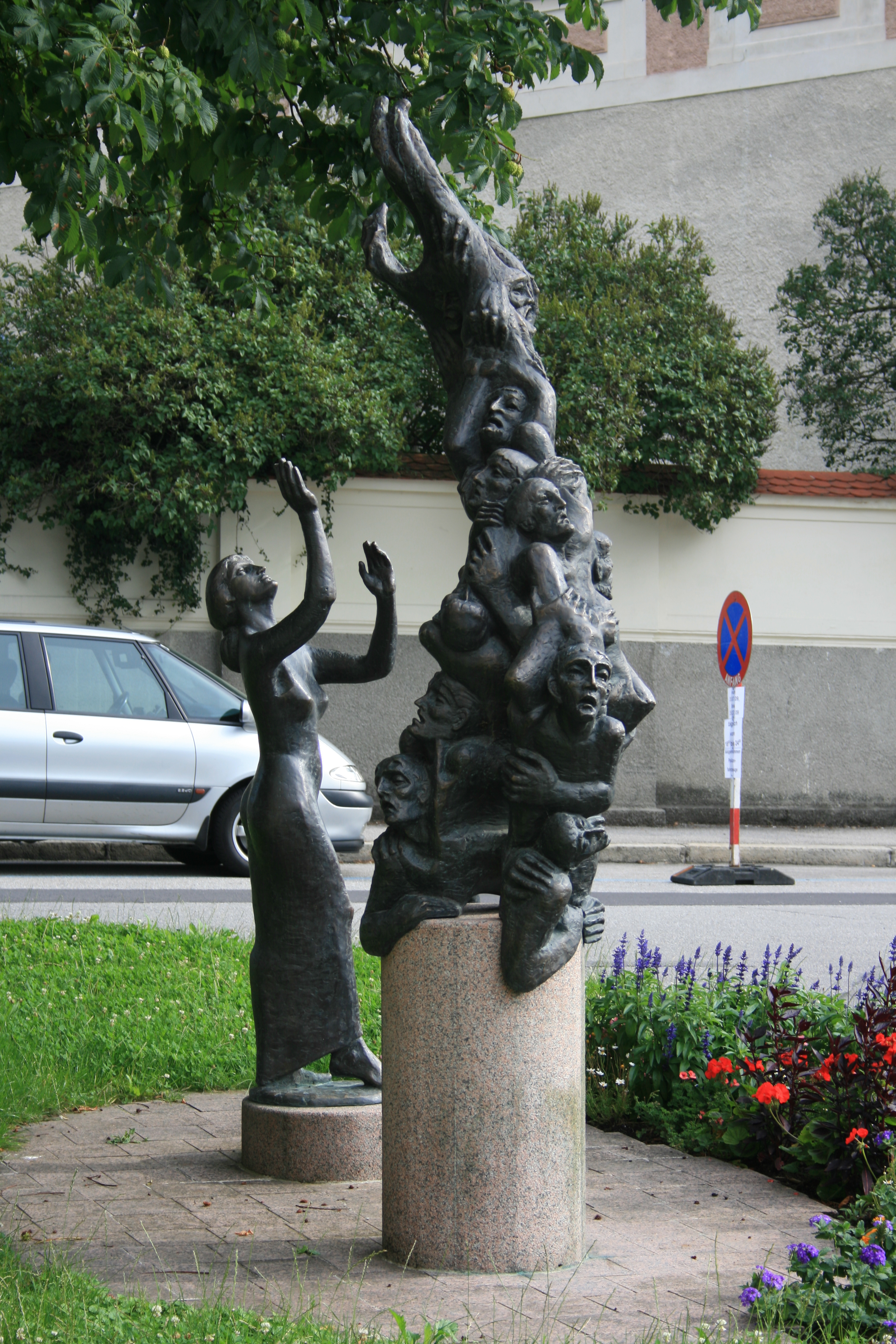
Pomnik upamiętniający prześladowania waldensów w Steyr w Austrii w 1397

Sądy biskupie w Niemczech wydały znacznie więcej wyroków w sprawach o herezję niż inkwizytorzy papiescy, jednak i w ich przypadku zachowane dane są fragmentaryczne i nie zawsze precyzyjne.
Postępowanie prowadzone przez biskupa Strasburga Heinricha w 1212 objęło łącznie około 500 podejrzanych. Czterystu z nich dobrowolnie wyrzekło się herezji, natomiast pozostałych stu zaprzeczyło zarzutom i zostało poddanych ordaliom. Aż osiemdziesięciu nie przeszło próby, wobec czego biskup nakazał spalić ich na stosie. W ciągu następnych dwudziestu lat stosy z heretykami zapłonęły także w Hildesheim (1225, jeden stracony), ponownie w Strasburgu (1229, jeden spalony) i w Trewirze (1231, trzech spalonych). Nic bliżej nie wiadomo natomiast o rezultatach postępowań przeciwko waldensom w diecezji pasawskiej ok. 1266.
Podczas prześladowań waldensów w Austrii w latach 1311–1315 przez biskupa Pasawy spalono co najmniej 39 osób, w tym heretyckiego biskupa. Kroniki niestety nie podają liczby penitentów, którzy otrzymali łagodniejsze kary. Jeszcze mniej informacji zachowało się o kolejnej fali represji wobec waldensów ok. 1338. Kroniki przekazały jedynie, że „wielu” heretyków spłonęło, podczas gdy inni podporządkowali się Kościołowi.
W śledztwie przeciwko begardom i beginkom w Strasburgu w 1317–1319 ukarano dużą, choć bliżej niesprecyzowaną liczbę podejrzanych, ale prawdopodobnie najsurowszą karą było wygnanie. W 1326 arcybiskup Kolonii Heinrich von Virneburg aresztował około 50 „begardów”, których oskarżył o wyznawanie „herezji wolnego ducha”. Większość podporządkowała się Kościołowi, wyrzekła się herezji i otrzymała kary pokutne. Spośród dziewiątki uparcie broniących swych poglądów osiem skazano na „wieczne więzienie”, a przywódcę sekty, niejakiego Waltera Lollarda, spalono na stosie. W 1336 w Angermünde w diecezji brandenburskiej spalono 14 waldensów na podstawie wyroku inkwizytora biskupiego Jordana z Kwedlinburga. W tym samym roku śledztwo przeciwko wyznawcom „herezji wolnego ducha” przeprowadził arcybiskup magdeburski Otto, jednak w tym przypadku wszyscy podejrzani podporządkowali się Kościołowi. W 1339 biskup Konstancji skazał na więzienie trzech begardów, a trzy lata później podobny wyrok na dwóch begardów wydał biskup Würzburga. W 1340 w Salzburgu spalony został niejaki ksiądz Rudolf, a dziesięć lat później w Erfurcie wikariusz arcybiskupa mogunckiego spalił „begarda” Konstantyna. Nieco wcześniej, w 1334, nieznaną liczbę heretyków spalono w Metzu na podstawie wyroków inkwizytora biskupiego Waryna.
W Norymberdze (diecezja bamberska) w ciągu XIV wieku regularnie dochodziło do procesów waldensów. W 1332 wygnano z miasta 90 członków tej sekty. W 1378 jeden waldens został spalony, a 93 otrzymało kary pokutne. Rok później doszło do kolejnego procesu, w wyniku którego 7 osób spalono, 11 otrzymało nakaz noszenia krzyży pokutnych, a 19 uciekło z miasta i zostało potępionych zaocznie. Kolejnych siedmiu waldensów spalono na rozkaz inkwizytora biskupiego Marcina z Ambergu w 1399, który oprócz tego pojednał z Kościołem bliżej niesprecyzowaną liczbę norymberskich heretyków.
Dane dotyczące wielkiej kampanii przeciwko waldensom pod koniec XIV wieku są niepełne, wskazują jednak, że była to największa kampania antyheretycka w historii Niemiec. Na Pomorzu w latach 1392–1394 Piotr Zwicker osądził aż 443 podejrzanych, z czego wszyscy wyrzekli się herezji i przyjęli naznaczone przez inkwizytora pokuty. Dochodzenie prowadzone z inicjatywy arcybiskupa Moguncji w Bingen doprowadziło do 36 egzekucji w 1392. W diecezji augsburskiej w 1393 inkwizytor Heinrich Angermeier osądził około 280 waldensów, z czego na śmierć skazał dwóch w Dinkelbühl i dwudziestu sześciu w Donauwörth. W Wemding (diecezja Eichstätt) w tym samym roku inkwizytor biskupi Bertold spalił dziesięć osób. Dochodzenia prowadzone w latach 90. XIV wieku w Turyngii i Czechach oraz w Austrii i na Węgrzech przyniosły łącznie około dwóch tysięcy „pojednań” waldensów z Kościołem katolickim. Ponadto jednak w 1397 w Steyr Piotr Zwicker spalił około stu waldensów, a do nieznanej liczby egzekucji doszło też w 1391 w Erfurcie.
Akta postępowań z lat 90. XIV wieku zawierają odniesienia do wcześniejszych postępowań prowadzonych przez Henryka z Ołomuńca przeciwko waldensom w Austrii w latach 60. XIV wieku i przez Marcina z Ambergu w diecezji ratyzbońskiej w latach 1381–1387. Wzmianki te nie mówią nic o egzekucjach, a jedynie odnoszą się do przypadków wyrzeczenia się herezji przez osoby ponownie stające przed inkwizytorami.
W drugiej i trzeciej dekadzie XV wieku w kilku miastach niemieckich inkwizytorzy biskupi schwytali i skazali kilku husyckich misjonarzy. W 1416 w Miśni spalony został radykalny kaznodzieja Mikołaj z Drezna. W 1420 subdiakon Jakub Kremer z Verden został spalony w Magdeburgu. W tym samym roku w Ratyzbonie spłonął Henryk Grünfeld, a trzy lata później w tym samym mieście biskup skazał na śmierć kaznodzieję Henryka Rathgebera. W 1424 w Wormacji schwytano trzech husytów, z czego jeden (Jan Drändorf) został spalony, drugi wyparł się swych poglądów i otrzymał rozgrzeszenie (Marcin Borchard), a trzeci (Piotr Turnau) uciekł z więzienia. W 1426 został jednak schwytany w Spirze i spalony przez miejscowy sąd biskupi. Przypuszczalnie do husytów odnoszą się też mało precyzyjne wzmianki o procesach heretyków w diecezji Konstancji w latach 30. XV wieku; co najmniej dwóch wędrownych kaznodziei zostało tam spalonych wraz z grupkami swych zwolenników.
W 1446 biskup Würzburga pojednał z Kościołem aż 130 waldensów. Podobnym sukcesem zakończyło się postępowanie prowadzone przez biskupa Eichstätt, który w 1460 rozgrzeszył 27 waldensów. W Strasburgu w 1458 spalono husyckiego kaznodzieję Henryka Reisera i jego towarzyszkę Annę Weiler, ale pozostali jego zwolennicy wyrzekli się herezji. W Brandenburgii w 1458 schwytano trzech husyckich duchownych, z czego dwóch wyrzekło się herezji, a jeden (Mateusz Hagen) został spalony w Berlinie. Dochodzenie prowadził inkwizytor biskupi Jan Canneman, który następnie przesłuchiwał podejrzanych o herezję mieszkańców Angermünde. Ponieważ wszyscy podporządkowali się Kościołowi, nie zapadły tam żadne wyroki śmierci. W 1478–1480 ponownie doszło do procesów w tym rejonie, w wyniku których jedenastu husytów spalono. Ponadto w 1468 w Wiedniu spalono husyckiego biskupa Stefana z Bazylei.
Los flagelantów, schwytanych w 1481 przez hrabiego Anhalt i oddanych pod sąd biskupa Halberstadt nie jest znany.

### Egzekucje heretyków z wyroków sądów soborowych
| Data | Sobór              | Spalony heretyk         |
| ---- | ------------------ | ----------------------- |
| 1415 | Sobór w Konstancji | Jan Hus                 |
| 1416 | Sobór w Konstancji | Hieronim z Pragi        |
| 1446 | Sobór w Bazylei    | Nikolaus von Buldesdorf |